# دیوار برشی
در مهندسی سازه، دیوار برشی (به انگلیسی: Shear wall) دیواری است که از قطعات مهاری (قطعات برشی) ساخته شده و وظیفهٔ خنثی کردن اثر بارهای جانبی وارد شده بر سازه را بر عهده دارد. دیوار برشی برای مقابله با بارهای جانبی متداولی همچون بار باد و بار زلزله طراحی می‌شود. طبق آیین‌نامه‌های ساختمانی، تمام دیوارهای خارجی در سازه‌هایی با اسکلت چوبی و فولادی، باید مهاربندی شوند. برخی از دیوارهای داخلی ساختمان نیز با توجه به اندازهٔ ساختمان، باید به شکل مناسبی مهاربندی گردند.

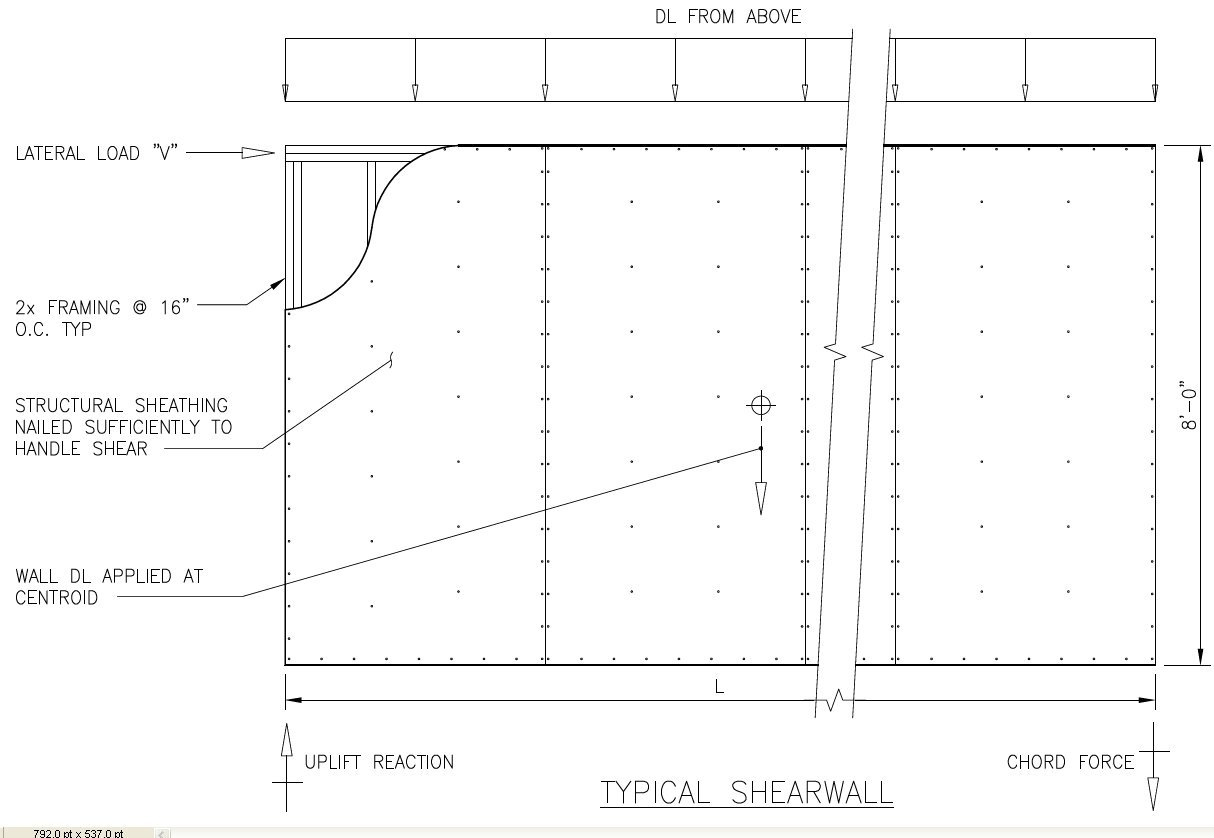
یک دیوار برشی چوبی معمولی

روش رایج برای اجرای دیوارهای مهاربندی شده در سازه‌هایی با اسکلت چوبی، استفاده از قطعات مهاری ساخته‌شده از تخته چوبی چندلایه‌است. روش مرسوم دیگر عبارت است از به کاربردن مهار چوبی مورب در سرتاسر. استفاده از مهار فلزی T-شکل نیز شیوهٔ جدیدی است. اما این روش‌ها مناسب ساختمان‌هایی با در و پنجره‌های متعدد نبوده و در نواحی زلزله‌خیز و مناطقی با بادهای شدید استحکام لازم را نخواهد داشت.
چنین دیوارهایی می‌توانند «باربر» یا «غیرباربر» باشند.
دیوارهای برشی نوعی از سیستم‌های سازه‌ای است که مقاومت جانبی ساختمان یا سازه را تأمین می‌کند. بارهای جانبی در یک صفحه و در طول بعد قائم دیوار اعمال می‌شوند. این نوع از بارها، معمولاً به وسیله اعضای دیافراگم یا جمع‌کننده یا پسار، به دیوار منتقل می‌گردند. این دیوارها از چوب، بتن و مصالح بنایی ساخته می‌شوند.
تخته چندلایه، جزو مصالحی است که در ساخت دیوار برشی به کار می‌رود؛ اما با پیشرفت فناوری و روش‌های ساخت‌وساز، مصالح پیش‌ساخته دیگری همچون هاردپنل و دیوارهای محکم سیمپسون عرضه شده‌اند که امکان تزریق مواد را به داخل دیوارهای کم‌پهنا دارند. استفاده از ورق‌ها و پانل‌های فولادی به جای تخته چندلایه در دیوار برشی، مقاومت بیشتری را در مقابل زلزله فراهم می‌کند.

## دیوار برشی نامسطح
بسته به شرایط، ممکن است یک طراح به جای دیوار برشی مسطح مستطیلی یا میله‌ای، از دیوار برشی غیرمسطح C-شکل یا L-شکل استفاده کند. به کاربردن این نوع از دیوارهای برشی، نیاز به تحلیل سه‌بعدی و بررسی شرایط محل دارد.
روش‌های تحلیل عبارتند از:
- روش اجزاء محدود
- الگوی پانل آویزان

عناصر مقاوم در برابر نیروهای جانبی شامل قاب خمشی، دیوار برشی یا ترکیبی از آن دو می‌باشند. دیوار برشی اقتصادی تر از قاب خمشی می‌باشد و برای سازه‌های بلند قاب به تنهایی نمی‌تواند جوابگو باشد و همچنین باعث افزایش چشمگیر سختی ساختمان می‌شود.

## انواع دیوار برشی
1. دیوار برشی فولادی
2. دیوار برشی مرکب
3. دیوار برشی مصالح بنایی
4. دیوار برشی بتن مسلح

۱-فولادی:دیوار برشی فولادی برای مقاوم‌سازی ساختمان‌های فولادی در حدود ۱۵ سال اخیر مورد توجه خاص مهندسان سازه قرارگرفته‌است. ویژگی‌های منحصربه‌فرد آن باعث جلب‌توجه بیشتر همگان شده‌است، از ویژگی‌های آن اقتصادی بودن، اجرای آسان، وزن کم نسبت به سیستم‌های مشابه، شکل‌پذیری زیاد، نصب سریع، جذب انرژی بالا و کاهش قابل‌ملاحظه تنش پسماند در سازه را می‌توان نام برد
۲-مرکب:الف-ورق‌های تقویت شده فولادی مدفون در بتن مسلح
ب-خرپاهای ورق فولادی مدفون در داخل دیوار بتن مسلح
۳-مصالح بنایی: دیوارهای برشی مسلح نظیر دیوارهای باآجرتوخالی و پرشده بادوغاب
۴-بتن مسلح: الف-در جا ب- پیش ساخته. یکی از مطمئن‌ترین روش‌های مقابله با نیروهای جانبی است. قرارگیری آن در پلان باید تا حد امکان متقارن باشد. مرکز ثقل هر طبقه در حوالی مرکز صلبیت دیوارهای برشی باشد.

## مصالح مورد استفاده در دیوار برشی بتنی
الف-آرماتور ب-بتن پ-قالب
پس از اجرای پی و هم‌زمان با بتن ریزی ستون‌ها نوبت به اجرای دیوار برشی می‌رسد.

## مراحل اجرای دیوار برشی
1. آرماتوربندی عمودی و افقی
2. قالب بندی
3. بتن ریزی

## مزایای دیوارهای برشی
۱:افزایش چشمگیر سختی ساختمان به نحوی که بر اثرات ثانویه نقش مؤثری دارد. این مزیت خود به خود موجب افزایش درجه ایمنی در مقابل شکست یا ریزش ساختمان می‌شود.
۲:کاهش قابل ملاحظه خسارت به عناصر غیرسازه‌ای که در اکثر موارد هزینه آن‌ها کمتر از هزینه اعضای سازه‌ای نیست.
۳:اثر قابل توجه در ایجاد آرامش خیال و تأمین امنیت روانی ساکنین ساختمان‌های بلند مرتبه در هنگام وقوع زلزله.
۴:دیوارهای برشی قادرند حتی پس از پذیرش ترک‌های زیاد، بارهای ثقلی که برای آن‌ها هم طراحی شده‌اند تحمل کنند. این پدیده را به‌طور کامل نمی‌توان از ستون‌ها انتظار داشت.
۵:شکل‌پذیری بالا

## معایب دیوار برشی
-امکان شکست برشی در صورت عدم طراحی مناسب
-ایجاد نیروی بالارانش در صورت عدم تخمین صحیح تعداد دیوارها و قرارگیری نامناسب آنها
آنچه که باید برای دیوارهای برشی موردنظر باشد عبارتند از:
-مقاومت
-شکل‌پذیری
-ظرفیت جذب انرژی
-حداقل کاهش در سختی
هر دیوار برشی ممکن است در اثر نیروهای محوری دچار جابه جایی یا تغییرشکل انتقالی و چرخشی شود. اینکه یک دیوار برشی تا چه میزان و چگونه تحت تأثیر لنگر واژگونی، نیروهای برشی یا پیچشی قرار گیرد بستگی دارد به:
-شکل هندسی
-جهت آن در برابر نیروی زلزله
-محل استقرار آن در پلان ساختمان
بال:
دیوارهایی که در دو انتهای خود دارای بال هستند مقاطع بال دار نامیده می‌شوند که از پایداری و شکل‌پذیری زیادی در مقایسه با دیوارهای بدون بال برخوردارند.

## انواع دیوار برشی از لحاظ شکل مقطع
1. دیوار برشی مستطیل شکل با آرماتور گذاری یکنواخت در سراسر مقطع
2. دیوار برشی مستطیل شکل با آرماتورگذاری متمرکز در دو انتهای دیوار
3. دیوار برشی دمبلی شکل یا I شکل

در دیوارهای برشی دارای بازشو اگر دیوار در پائین‌ترین قسمت خود دارای یک یا چند بازشو باشد، هر یک ازاجزاء دیوار در طرفین بازشو را پایه‌های دیوار برشی و بخشی از دیوار را که بین بازشوی بالائی و پائینی واقع است تیر همبند یا اسپندرل می‌نامند. همچنین اشتباهی که بعضاً مشاهده می‌شود گفتن واژه فرانسوی کوپله (couplé) به تیر هست درحالی که این واژه می‌بایست به دیوار گفته شود که‌در اکثر منابع هم‌ بدین شمایل می‌باشد. دیوار برشی جفت شده» coupled shear wall. تیر جفت کننده»coupling beam
جهت ایجاد عملکرد سازه‌ای واحد برای دو دیوار سازه‌ای مجاور و مجزا یا برای اجزای دوطرف بازشو در دیوارهای شامل بازشوهای بزرگ، از تیرهای رابط با شکل‌پذیری زیاد به نام تیرهای هم‌بند استفاده می‌شود. در این حالت دیوارهایی را که به هم متصل می‌شوند، دیوارهای هم بسته می‌گویند. در هر حال عرض تیر همبند حداقل۲۰۰mm است.

## انواعتیرهای همبند یا جفت کننده
-تیر همبند بتنی
-تیر همبندپیش تنیده
-تیر همبند کامپوزیتی
-تیر همبند متشکل از صفحات برشی
-تیر هوبند با محدودیت حداکثر بارقابل تحمل
-تیر همبند پیش ساخته
تیر همبند یا جفت کننده(coupling beam) در دیوار برشی کوپله(coupled shear wall) رابط دو دیوار است

## انواع شکست‌ها در دیوارهای برشی
۱:شکست ناشی از شکست خود دیوارهای برشی
در تخریب‌های انجام شده در دیوارهای برشی طی زمین لرزه‌های گذشته مشخص شده که غالبأ چهار نوع ضعف موجب چنین تخریب‌هایی می‌شوند. باید در طراحی، آن‌ها را شناسایی و تدابیر لازم جهت جلوگیری از آن اتخاذ نمود.
این تخریب‌ها عبارتند از:
الف) تخریب چرخشی پایه شالوده
ب) تخریب برشی
ج) تخریب لغزندگی
د) تخریب خمشی
۲:شکست ناشی از شکست تیرهای همبند یا جفت کننده(اسپندرل)
در واقع مهم‌ترین ضعف در دیوارهای برشی دارای بازشو، تیرهای همبند هستند. (به تیر کوپله گفته نشود)
این تیرها دارای طول کوتاه و عمقی زیاد هستند و اگر ضخامت آن‌ها کم باشد، تبدیل به تیر عمیق می‌شوند که رفتار مطلوبی ندارند. تیرهای همبند معمولأ از دیوارها ضعیف ترند و بر اثر حرکت جانبی – خمشی دیوارها به چرخش قابل ملاحظه‌ای در محل اتصال دیوارها به تیرها اعمال می‌گردد. همین چرخش موجب تولید لنگر قابل توجه و نهایتأ جاری شدن مقاطع تیرها می‌شود.
غالبأ سه نوع تخریب در تیرهای همبند مشاهده می‌شود که به ترتیب عبارتند از:
الف) تخریب خمشی
ب) شکست کششی قطری
ج) شکست قطری فشاری و کششی
سختی در طبقه و مقاومت زیاد، ساختمان‌های با این سیستم را مناسب مهاربندی (در برابر بارهای جانبی) تا ۳۵ طبقه می‌نماید.
یکی از جاهای مناسب برای قرار گرفتن دیوار برشی محل تکیه گاه‌های جانبی یا محیطی راه پله‌ها و اتاق آسانسور می‌باشد.